# Wspólnota administracyjna Reichenbach/O.L.
Wspólnota administracyjna Reichenbach/O.L., wspólnota administracyjna Reichenbach/Oberlausitz (niem. Verwaltungsgemeinschaft Reichenbach/O.L.) – wspólnota administracyjna w Niemczech, w kraju związkowym Saksonia, w okręgu administracyjnym Drezno, w powiecie Görlitz. Siedziba wspólnoty znajduje się w mieście Reichenbach/O.L.
Wspólnota administracyjna zrzesza jedną gminę miejską oraz dwie gminy wiejskie: 
- Königshain
- Reichenbach/O.L., miasto
- Vierkirchen

## Historia
Do 31 grudnia 2013 do wspólnoty należała gmina Sohland am Rotstein, ale dzień później została przyłączona do miasta Reichenbach/O.L.